# Luftmuseum

Gebäude des Luftmuseums Amberg (Foto: 2017)

Das Luftmuseum in Amberg in der Oberpfalz ist ein kulturgeschichtliches Privatmuseum. Es widmet sich seit 2006 der Kunst und Kultur der Luft und der Pneumatik. Träger ist der gemeinnützige Luftmuseum e. V.
Das Luftmuseum zeigt Kunst, Architektur, Design und Technik zum Thema Luft. Eine ständige Sammlung, wechselnde Ausstellungen, Museumspädagogik im "Fliegenden Klassenzimmer" und öffentliche Veranstaltungen dienen der Förderung der kreativen Auseinandersetzung mit dem Kulturfaktor Luft.

## In der ständigen Kunstsammlung vertretene Künstler
| - Christoph Bergmann, München - Daniel Bräg, München - Silke Decker, Hamburg - Günther Dollhopf, Amberg - FinnFemFel, Helsinki - Wolfgang Groh, München - Ewerdt Hilgemann, Amsterdam - Ralf Homann, München - Res Ingold, München - Wilhelm Koch, Etsdorf | - Klaas Kuiken, Arnheim - Kengo Kuma, Tokio - Alexander Laner, München - Jan van Munster, Oost-Souburg - Pablo de la Riestra, Nürnberg - Maria Rucker, München - Martin Schmidt, München - Michael Schrattenthaler, München - Björn Schülke, Köln - Max Streicher, Toronto |

## Designsammlung
Eine eigene Sammlung technischer Ausstellungsstücke umfasst Ventilatoren, Heißluftmotoren, Luftfilter, Staubsauger, Luftautomation und Anlagen der Drucklufttechnik.

## Lufterlebnispfad
Der Lufterlebnispfad airparc bildet die ständige Schau des Luftmuseums. Sie gliedert sich in drei museumspädagogische Schwerpunkte: Lufterfahrung, Lufttechnologie und Luftvariationen. Ziel ist, das Phänomen Luft unmittelbar begreifbar und erlebbar zu machen sowie ingenieurwissenschaftliche Innovationen und künstlerische Herangehensweisen vorzustellen. Der Lufterlebnispfad umfasst didaktische Einrichtungen wie eine sinnliche Luftdusche, den Fliegenden Teppich, die Äolsharfe, die Einkaufstütenorgel, die Druckluftuhr, eine Rohrpost, sowie einen Pneu-Thron und den Herbststurm.

## Ausstellungen und Veranstaltungen
Ausstellungen und Veranstaltungen des Luftmuseums konzentrieren sich auf zeitgenössische bildende Kunst, Architektur und Musik. Der japanische Architekt Kengo Kuma hatte 2011 seine erste Ausstellung in Deutschland über seine „atmende Architektur“. Er hielt auch einen Workshop.
In weiteren Einzelausstellungen wurden (bis 2016) gezeigt: Peter Engel, Susu Gorth, Wolfgang Groh, Hans Hemmert, Inflate, Wolf Kahlen, Lambert Kamps,  Thomas Kühnapfel, Franz Pröbster-Kunzel, Hans Lankes, Ronald van der Meijs, Toni Scheubeck, Johannes Steininger, Herbert Stolz, Karel Trinkewitz, Sonja Weber, Regine Herzog, Clemens Zahn, und Peter Angermann.

## Räumlichkeiten
Die Räume des Luftmuseum befinden sich im historischen Amberger Klösterl direkt am Ufer der Vils. Das Anfang des 14. Jahrhunderts erbaute gotische Anwesen war ursprünglich Teil der kurfürstlichen Residenz und trägt den Hausnamen Engelsburg. 
Das Baudenkmal umfasst insgesamt 650 m2 Ausstellungsfläche über drei Stockwerke. Im Erdgeschoss und in der gotischen Hauskapelle finden Wechselausstellungen zu Design, Architektur, Kunst, Technik und Alltagskunst statt. Die oberen Stockwerke beherbergen die Ständige Sammlung des Lufterlebnispfades sowie die Kunst- und Designsammlung.
In den Räumlichkeiten war von 1991 bis 2005 das Archäologische Museum der Oberpfalz Amberg, eine Außenstelle der bayerischen archäologischen Staatssammlung, untergebracht. Seit 2006 beherbergt die Engelsburg das Luftmuseum.

## Präsenzbibliothek
Die Luftbibliothek im Erdgeschoss umfasst etwa 500 Kunstkataloge und kulturwissenschaftliche Veröffentlichungen zum Thema Luft.

## Trägerverein
Das Museum wurde 2006 auf Initiative des Künstlers Wilhelm Koch gegründet. Träger ist der gemeinnützige Verein Luftmuseum e. V. Das Privatmuseum finanziert sich überwiegend durch Eintrittsgelder, Spenden, Vereinsbeiträge und durch die ehrenamtliche Unterstützung sogenannter Lufthelfer. Die Stadt Amberg stellt die historischen Räumlichkeiten mietfrei zur Verfügung. Mit der Eröffnung des Luftmuseums wurde Amberg zum Luftkunstort. Der Begriff ist seit 2010 geschützt.

## Auszeichnungen
- 2013: SIEMENS Förderpreis der Metropolregion Nürnberg[5]
- 2011: Förderpreis der Internationalen Bodenseekonferenz für innovative Kulturvermittlung, St. Gallen[6]
- 2009: Museumspreis der Mittelbayerischen Zeitung, Regensburg 2009[7]
- 2009: DM-Markt Preis Deutschland Sei ein Futurist, für das museumspädagogische Konzept der Luftlehrerinnen im Fliegenden Klassenzimmer[8]

## Besonderes
Im Juli 2011 zerstörte ein Brand große Teile der Inneneinrichtung des Luftmuseums. Die Ausstellungsstücke konnten gerettet werden. Das Luftmuseum wiedereröffnete im November 2011 mit einer Ausstellung über Paradies- oder Luftvögel des Münchner Künstlers Wolfgang Groh.